# 秋田県道250号日三市角館線
秋田県道250号日三市角館線（あきたけんどう250ごう ひさいちかくのだてせん）は、秋田県仙北市を通る一般県道である。

## 概要
仙北市角館町山谷川崎字雫田の市道交点から東へ伸び、山谷川の西を南下し、国道46号角館バイパスと接続、桧木内川を渡って国道341号と接続し終点の角館駅前（県道257号交点）に至る。

### 路線データ
- 総延長 : 11.480 km（国道46号交差点重複40 m含む）[3]
- 実延長 : 11.440 km[3]
- 起点 : 秋田県仙北市角館町山谷川崎字雫田136番[4]北緯39度38分14.88秒 東経140度30分21.33秒
- 終点 : 秋田県仙北市角館町中菅沢94番134[1]（角館駅・秋田県道257号広久内角館停車場線交点）[4]北緯39度35分32.51秒 東経140度34分10.19秒
- 未供用区間 : なし[3]

## 歴史
- 1959年（昭和34年）2月17日 - 秋田県道に認定される[4]。
- 1972年（昭和47年）7月8日 - 昭和47年7月豪雨で桧木内川が増水。角館町内の鵜ノ崎橋が流失[5]。
- 2002年（平成14年）
  - 8月2日 - 仙北郡角館町横町から角館町岩瀬字中管沢95番4地先（終点付近）までの角館市街地に別ルート (1.065km) が認定される[6]。
  - 9月20日 - 仙北郡角館町表町上丁23番1地先から角館町横町16番1地先までの区間（武家屋敷通り） (0.8km) が認定を解除される[7]。

## 路線状況

### 冬期閉鎖区間
- なし[8]

### 交通不能区間
- なし[9]

## 地理

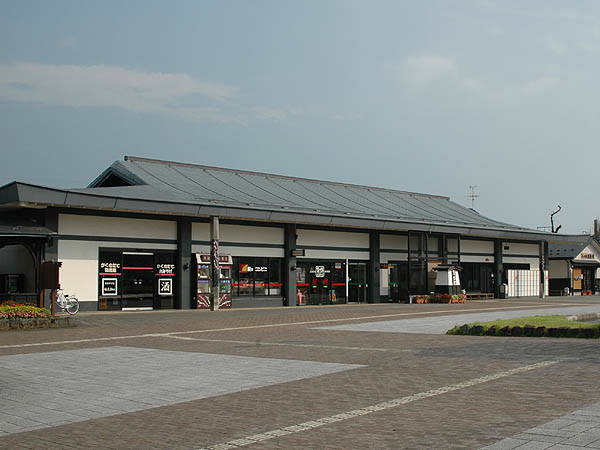
角館駅・駅舎

2002年までは観光名所の武家屋敷通りを通っていた。

### 交差する道路
| 施設名       | 接続路線名                      | 備考               | 所在地                                                         |
| ------------ | ------------------------------- | ------------------ | -------------------------------------------------------------- |
|              |                                 | 起点               | 仙北市角館町山谷川崎字雫田                                     |
| ランプ       | 国道46号 角館バイパス           |                    | 仙北市角館町小勝田字前田北緯39度36分30.2秒 東経140度33分22.4秒 |
| 川原町交差点 | 国道341号                       |                    | 仙北市角館町川原町北緯39度36分9.45秒 東経140度33分31.75秒      |
| 角館駅前     | 秋田県道257号広久内角館停車場線 | 終点 県道257号終点 | 仙北市角館町中菅沢                                             |

### 沿線の施設など
- 桧木内川
- 武家屋敷通り
- グランマート角館プラザ店
- 仙北市角館庁舎
- 角館郵便局
- JR東日本 秋田新幹線・田沢湖線、秋田内陸縦貫鉄道 秋田内陸線
  - 角館駅